# Frasera albicaulis
Frasera albicaulis är en gentianaväxtart som beskrevs av David Douglas och August Heinrich Rudolf Grisebach. Frasera albicaulis ingår i släktet Frasera och familjen gentianaväxter.

## Underarter
Arten delas in i följande underarter:
- F. a. columbiana
- F. a. cusickii
- F. a. idahoensis
- F. a. modocensis
- F. a. nitida